# Hesperocyoninae
Sous-famille
Les Hesperocyoninae sont une sous-famille fossile de canidés. 

## Histoire taxonomique
Les Hesperocyoninae sont des canidés basaux qui ont donné naissance aux deux autres groupes de canidés, les Borophaginae et les Caninae. 
Cette sous-famille était endémique en Amérique du Nord, vivant de l'étage Duchesnien de l'Éocène supérieur jusqu'au début de l'étage Barstovien du Miocène. 

## Liste des genres
Selon Paleobiology Database (21 mars 2020) :
- † genre Caedocyon Wang, 1994
- † genre Cynodesmus Scott, 1893
- † genre Ectopocynus Wang, 1994
- † genre Enhydrocyon Cope, 1879
- † genre Hesperocyon Scott, 1890
- † genre Mesocyon Scott, 1890
- † genre Osbornodon Wang, 1994
- † genre Paraenhydrocyon Wang, 1994
- † genre Philotrox Merriam, 1906
- † genre Sunkahetanka Macdonald, 1963